# Daniele Amerini
Daniele Amerini (Firenze, 3 agosto 1974) è un ex calciatore italiano, di ruolo centrocampista.

## Carriera

### Giocatore
Cresce calcisticamente nel vivaio della Sestese e già in giovane età viene ingaggiato dalla Fiorentina. Nella squadra viola trova spazio però solo due anni più tardi, nel 1993, dopo la retrocessione in Serie B.
Nel 1994 debutta in A, sempre con la Fiorentina, poi passa due discrete stagioni da comprimario nel massimo campionato con il Vicenza con cui vince la Coppa Italia 1996-1997.
Nel 1997 torna in serie B con il Verona e da allora ha sempre giocato in questa categoria, indossando le maglie di Lucchese, Pistoiese, Palermo, Venezia, Pescara e Arezzo.
Dal gennaio 2005 è passato al Modena. Nel giugno del 2006, passa alla Reggina. All'ultima di campionato, il 27 maggio 2007, segna il primo gol in Serie A contro il Milan, nella gara che vale ai calabresi una salvezza dopo la pesante penalizzazione iniziale.
Nell'agosto 2007 passa a titolo definitivo al Frosinone (Serie B), firmando un contratto biennale.
A novembre 2008 rescinde il contratto che lo legava al Frosinone e si accasa al Modena, squadra con la quale aveva già militato nel 2005.

### Dopo il ritiro
Non essendogli stato rinnovato il contratto con il Modena dopo la stagione 2008-2009, decide di ritirarsi in seguito a problemi fisici. Dopo aver collaborato, una volta smesso di giocare, con il suo ex agente, Moreno Roggi, il 26 settembre 2013 supera la prova di idoneità per Agenti di calciatori e intraprende la nuova carriera di Agente FIFA.Consegue inoltre a Coverciano la qualifica di allenatore di base e l’Attestato di direttore sportivo.
Dal 27 maggio 2007 è cittadino onorario della città di Reggio Calabria.

## Statistiche

### Cronologia presenze e reti in nazionale
| Cronologia completa delle presenze e delle reti in nazionale ― Italia under 21 | Cronologia completa delle presenze e delle reti in nazionale ― Italia under 21 | Cronologia completa delle presenze e delle reti in nazionale ― Italia under 21 | Cronologia completa delle presenze e delle reti in nazionale ― Italia under 21 | Cronologia completa delle presenze e delle reti in nazionale ― Italia under 21 | Cronologia completa delle presenze e delle reti in nazionale ― Italia under 21 | Cronologia completa delle presenze e delle reti in nazionale ― Italia under 21 | Cronologia completa delle presenze e delle reti in nazionale ― Italia under 21 |
| Data                                                                           | Città                                                                          | In casa                                                                        | Risultato                                                                      | Ospiti                                                                         | Competizione                                                                   | Reti                                                                           | Note                                                                           |
| ------------------------------------------------------------------------------ | ------------------------------------------------------------------------------ | ------------------------------------------------------------------------------ | ------------------------------------------------------------------------------ | ------------------------------------------------------------------------------ | ------------------------------------------------------------------------------ | ------------------------------------------------------------------------------ | ------------------------------------------------------------------------------ |
| 20-12-1994                                                                     | Teramo                                                                         | Italia under 21                                                                | 2 – 0                                                                          | Turchia under 21                                                               | Amichevole                                                                     | -                                                                              | 90’                                                                            |
| Totale                                                                         |                                                                                | Presenze                                                                       | 1                                                                              |                                                                                | Reti                                                                           | 0                                                                              |                                                                                |

## Palmarès

### Club
- Campionato italiano di Serie B: 2

Fiorentina: 1993-1994
Verona: 1998-1999
- Coppa Italia: 1

Vicenza: 1996-1997